# Fegen
Fegen is een plaats in de gemeente Falkenberg in het landschap Halland en de provincie Hallands län in Zweden. De plaats heeft 185 inwoners (2000) en een oppervlakte van 45 hectare.

## Verkeer en vervoer
Bij de plaats loopt de Länsväg 153.